# سالومون منك
سالومون منك (بالفرنسية: Salomon Munk)‏ (1218 - 1283 ه‍ / 1803 - 1867 م) هو مستشرق ألمانيّ المولد، يهوديّ الدين، فرنسيّ الشهرة والإقامة والوفاة.
أخذ عن فريتاخ ودي ساسي. من اثاره تحقيق وترجمة كتاب «دلالة الحائرين» لموسى بن ميمون.